# Eesti Instituut

Logo des Eesti Instituut

Das Eesti Instituut (auch: Estonian Institute, deutsch: Estnisches Institut) ist das regierungsunabhängige und nicht-profitorientierte Kulturinstitut Estlands.

## Zielsetzung
Das Institut wurde 1989 als eine Art Schatten-Außenministerium der estnischen Unabhängigkeitsbewegung durch Lennart Meri gegründet, der später erster Außenminister und noch später erster Präsident des wieder unabhängigen Estlands wurde.
Zu den Aufgaben gehört es, Informationen über Gesellschaft, Kultur und das Bildungswesen Estlands im In- und Ausland zu verbreiten, die Kultur Estlands in anderen Ländern vorzustellen und die kulturellen Beziehungen mit diesen zu pflegen und das Lehren der estnischen Sprache und kulturbezogener Inhalte an ausländischen Universitäten zu fördern. In diesen Aufgaben wird das Institut vom Kulturministerium und dem Außenministerium unterstützt. Seine Mittel entstammen hauptsächlich aus dem Staatshaushalt, jedoch finanziert man Veröffentlichungen aus verschiedenen, meist öffentlichen Quellen.
Das Institut orientiert sich an den länger etablierten Kulturinstituten anderer Länder wie dem British Council, dem Goethe-Institut und skandinavischen Vorbildern.

## Aktivitäten
Zurzeit konzentriert sich das Institut auf die kulturelle Vermittlungstätigkeit. Es veröffentlicht Broschüren, organisiert kulturelle Veranstaltungen und unterhält Webseiten, darunter die Online-Enzyklopädie Estonica und einen Veranstaltungskalender. Das Institut organisiert Konferenzen, Festivals, Ausstellungen und Seminare zur Kultur Estlands, es beantwortet Fragen, die sich auf Estland beziehen, und betreut Übersetzer, Journalisten, Forscher, Schriftsteller und Dozenten. Im Ausland arbeitet es eng mit den diplomatischen Vertretungen seines Landes zusammen.

## Veröffentlichungen
- Annual calendar of major cultural events in Estonia
- Assorted colour publications reflecting Estonian life
- Estonian Art (halbjährlich)
- Estonian Culture (halbjährlich)
- Estonian Literary Magazine (halbjährlich)
- Facts About Estonia

## Filialen
Das Instituut hat Tochter-Büros in Helsinki (seit 1995) und Budapest (seit 1998). Früher gab es zudem Filialen in Stockholm (1999–2011) und Paris (2001–2009). Das Hauptbüro befindet sich in Tallinn.